# زجاجي العين قصير النقط
زجاجي العين قصير النقط أو قُراد الجِمال قصير النقط (الاسم العلمي: Hyalomma brevipunctata) هو نوع من العنكبوتيات يتبع جنس زجاجي العين من فصيلة اللبوديات الصلبة.